# Millennium Business Center
Millennium Business Center este o clădire de birouri în ruine din centrul Bucureștiului.
Este realizată integral din sticlă și oțel și are 24 de niveluri, patru subterane, parter, 18 etaje și un etaj tehnic, având o înalțime totală de 72 de metri.
Cladirea este lipită de Biserica Armenească din București, în apropiere de sediul Bursei de Valori.
DEGI a cumpărat clădirea de birouri în anul 2007, de la fondul de investiții britanic, European Convergence Property Company, care o cumpărase, la rândul său, cu un an înainte, de la Antonis Kapraras și Euroestate, o companie controlată de familia Kanellas din Grecia.
Finalizată în 2006, clădirea Millennium Business Center a fost cuprinsă de un incendiu în iunie 2009  în urma căruia nu a mai putut fi folosită. Clădirea nu era prevazută cu sprinklere (stropitori de apa), deși are o înălțime de 73,5 metri. Turnul de birouri-fantomă a afectat structura de rezistență a bisericii Armenești. În altar au apărut fisuri, iar din bloc cad bucăți mari de tablă.

## Controverse
Millennium Business Center a fost un proiect controversat încă din stadiul de proiect, deoarece clădirea era lipită de casa parohială a Bisericii Armenești, o clădire de patrimoniu.
Construcția a început în 2001, dar ulterior, lucrările au fost sistate, dezvoltatorul intrând în litigiu cu Biserica Armenească a cărei structură a fost afectată de lucrări. 
Pentru daunele provocate bisericii Armenești în timpul construcției, dezvoltatorul a plătit în 2003 daune de 790.000 de dolari.